# Pere Tarradellas i Cámara
Pere Tarradellas i Cámara, conegut futbolísticament com a Tarradellas (Mollet del Vallès, 25 de novembre de 1979) és un futbolista català que juga com a migcampista.

## Trajectòria
Tarradellas es fa formar a les categories inferiors de l'EC Granollers. L'any 1998 va fitxar per l'AEC Manlleu, amb el qual debutaria la Tercera Divisió, proclamant-se l'equip osonenc campió de la categoria. La temporada següent Tarradellas va fitxar per la UE Figueres, donant el salt a la Segona B, categoria on ha militat sempre des de llavors. Les bones actuacions a l'equip empordanès van provocar el seu fitxatge pel RCD Espanyol, passant a jugar a l'equip filial una temporada, en la qual va disputar la promoció d'ascens.
Posteriorment Tarradellas va jugar dues temporades al CE Mataró i una a la UE Lleida, equip amb el qual es va proclamar campió de Segona B i posteriorment va aconseguir l'ascens a Segona A. El Lleida no va comptar amb Tarradellas per al nou projecte lleidatà a la categoria de plata, havent de buscar-se la vida fora de Catalunya, concretament a la SD Ponferradina. A l'equip del Bierzo Tarradellas tornaria a proclamar-se campió de Segona B, sense aconseguir l'ascens.
Després del seu pas per la Ponferradina, Tarradellas va tornar a Catalunya per jugar tres temporades al CF Badalona. En la primera temporada Tarradellas es va proclamar campió de Segona B per tercera vegada consecutiva, sense aconseguir l'ascens de categoria. Les següents temporades serien més discretes i el Badalona no aconseguiria classificar-se per la promoció d'ascens; durant l'any 2007 Tarradellas va estar vuit mesos de baixa. L'estiu de 2008 Tarradellas va fitxar pel CF Gavà, on va militar una temporada.
La temporada següent Tarradellas és cridat per Natxo González per afegir-se al nou projecte de la UE Sant Andreu. Amb l'equip quadribarrat, Tarradellas va aconseguir el seu quart campionat de Segona B, però va deixar escapar l'ascens a Segona A en dues ocasions, contra la SD Ponferradina primer (Tarradellas va fallar el penal decisiu a la tanda de penals) i contra el FC Barcelona B a la repesca. La segona temporada al club andreuenc seria més discreta, i la temporada 2011-12 Tarradellas va fitxar per la UE Llagostera, on milita actualment.

## Palmarès
- 4 campionats de Segona B (UE Lleida 2003-04, SD Ponferradina 2004-05, CF Badalona 2005-06, UE Sant Andreu 2009-10)
- 1 campionat de Tercera (AEC Manlleu 1998-99)